# Золотько Олександр Карлович
Олександр Карлович Золотько (нар. 27 березня 1963 року, м. Харків) — український письменник. З 1997 відомий як автор кримінальних бойовиків. З 2004 також пише у жанр фантастики.

## Життєпис

### Ранні роки
Олександр Карлович народився 27 березня 1963 року у Харкові. У 1980 році закінчив школу і, не вступивши до військового училища, почав працювати лаборантом у  Харківському авіаційному інституті.
Автобіографія:
Потім, у армії, сьорбнув лиха з таким записом у військовому квитку. Всі були впевнені, що лаборант — миє пробірки. Те, що за ці сім місяців між школою і армією я перетягнув і обробив кілька тонн заліза нікого, крім мене, не хвилювало. Але робота лаборанта дозволила зрозуміти, що люди, що займаються наукою, напевно, наукою займаються, у вільний від рутини час. І ще - що немає в людини більшого і вимогливішого начальника, ніж сам цей чоловік.
В армії, правда, мені спробували пояснити, що такі начальники бувають і поза мною.
Після армії вступив на вечірнє відділення  Харківського університету, на філфак. 
Одночасно з цим працював у школі старшим піонерським вожатим. Завзято продовжував не займатися літературною діяльністю. Ні, щось писав, але ДУЖЕ не регулярно і СТРАШНО недбало.

У 1992 році, абсолютно несподівано для себе, став літературним редактором дитячої газети. Ось там довелося писати і переписувати. Потім ще кілька харківських газет, від журналіста через редактора відділу розслідувань - до заступника головного редактора. ... 

Як журналіст вперше потрапив на фантастичний конвент (рос. фантастический конвент), в Одесу. Познайомився з письменниками ближче. 

У 1995 році з одного Харківського видавництва отримав пропозицію написати книгу про війну між Україною і Росією. Через півтора року книга вийшла, але не про війну і не фантастична. До теперішнього часу (2005 рік) вже є дванадцять романів: одинадцять детективних і один - фантастичний. 

Плюс дві енциклопедії. 

До особливих досягнень відношу те, що виявився у самої колиски «Зоряного моста». Можна сказати - в самий момент зачаття. І, природно, пишаюся тим, що працював в оргкомітеті директором фестивалю. На жаль, з 2009 року з ряду причин зі «Зоряним мостом» не співпрацюю. 

... 

Писати я все ж таки продовжую.

### Фестиваль "Зоряний міст"
У 1999 році Золотько, разом з іншими членами харківського клубу любителів фантастики «Контакт» а також на той час президентом ходдингу "Інвестор" Арсеном Аваковим, став спів-засновників ГО «Міст до зірок». Ця організація займалася проведенням харківського фестивалю фантастики «Зоряний міст» у 1999-2011 роках, з них Золотько був директором ГО «Міст до зірок» та фестивалю «Зоряний міст» з 1999 по 2009 роки. У зв'язку з конфліктом Авакова та тодішнього мера Харкова Кернеса у 2012 році, фестиваль не відбувся у 2012 році, а згодом колишні учасники фестивалю з початком Євромайдану та війни на Сході України пересварились і відповідно більшість з російських письменників-фантастів які в минулому відвідували фестиваль просто мовчки перемкнулися на інші російські конвенти.

## Нагороди
- 2004 — Почесним знаком міського голови «За старанність. 350 років заснування Харкова 1654-2004» нагороджен... Золотько Олександр Карлович — директор благодійного фонду "Міст до зірок"[8].
- 2005 — Лауреат премії «Интерпресскон»
- 2008 — Лауреат премії «Баст»